# Hilvarenbeek
Hilvarenbeek este o comună și o localitate în provincia Brabantul de Nord, Țările de Jos.

## Localități componente
Hilvarenbeek, Baarschot, Biest-Houtakker, Diessen, Esbeek, Haghorst.